# 巴拉斯 (上普罗旺斯阿尔卑斯省)
巴拉斯（法語：Barras，法語發音：[baʁas]）是法国上普罗旺斯阿尔卑斯省的一个市镇，位于该省中部，属于迪涅莱班区。

## 地理
巴拉斯（44°6'18"N, 6°6'47"E）面积20.8 平方千米，位于法国普罗旺斯-阿尔卑斯-蓝色海岸大区上普罗旺斯阿尔卑斯省，该省份为法国东南部内陆省份，北起上阿尔卑斯省，西接沃克吕兹省，西北接德龙省，南至瓦尔省，东临滨海阿尔卑斯省，东北部与意大利接壤。
与巴拉斯接壤的市镇（或旧市镇、城区）包括：艾格兰、尚泰西耶、莱斯卡勒、米拉博、托阿尔、沃洛讷。

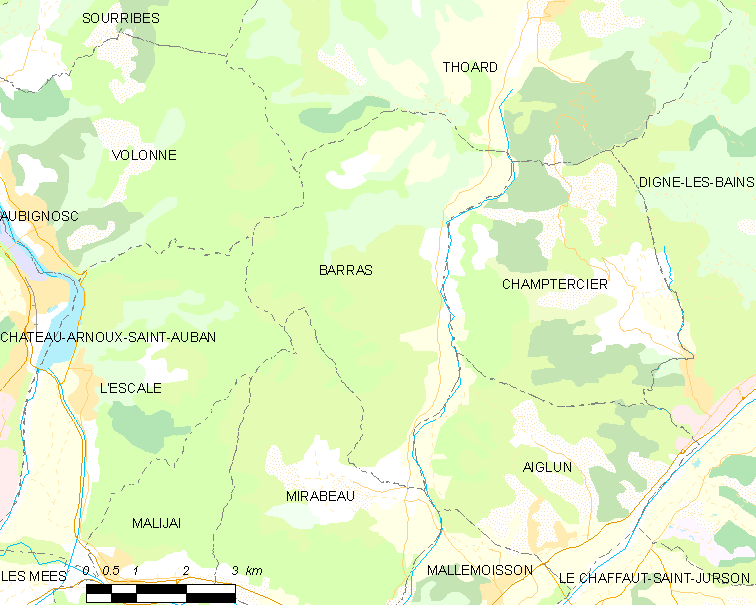
的OSM定位图

巴拉斯的时区为UTC+01:00、UTC+02:00（夏令时）。

## 行政
巴拉斯的邮政编码为04380，INSEE市镇编码为04021。

## 政治
巴拉斯所属的省级选区为迪涅莱班第二县。

## 人口

1962-2008年间人口变化图示

巴拉斯于2022年1月1日时的人口数量为142人。

## 交通
上普罗旺斯阿尔卑斯省省道D17线经过巴拉斯。